# جون هوارد (مربي)
جون هوارد (بالإنجليزية: John Howard)‏ هو مربي أمريكي، ولد في 12 ديسمبر 1934 في أنابولس في الولايات المتحدة، وتوفي في 19 يوليو 2007 بسبب ذات الرئة.